# ۱۱۲۶ (خورشیدی)
سال ۱۱۲۶ هجری خورشیدی

## رویدادها
- آغاز پادشاهی عادل‌شاه افشار و قتل فرزندان نادرشاه به دست او

## درگذشت‌ها
- ۲۸ یا ۳۰ خرداد- قتل  نادرشاه افشار، (زاده: ۱۰۶۷)[۱]
- قتل رضاقلی میرزا ، فرزند ارشد نادرشاه افشار.